# Ornithospila esmeralda
Ornithospila esmeralda là một loài bướm đêm trong họ Geometridae.